# Coupe Kirin 1982
 (août 2024).
Si vous disposez d'ouvrages ou d'articles de référence ou si vous connaissez des sites web de qualité traitant du thème abordé ici, merci de compléter l'article en donnant les références utiles à sa vérifiabilité et en les liant à la section « Notes et références ».
La Kirin Cup 1982 est la cinquième édition de la Coupe Kirin. Elle se déroule en mai et en juin 1982, au Japon. Le tournoi se déroule entre Singapour et le Japon, et des clubs (Feyenoord Rotterdam, Werder Brême et NKK Nippon Kokan).

## Résultats
- 30- 5-1982 : Japon 5-2 Feyenoord
- 30- 5-1982 : Singapour 1-1 NKK Nippon Kokan
- 2- 6-1982 : Japon 2-0 Singapour
- 2- 6-1982 : Werder Brême 6-0 NKK Nippon Kokan
- 4- 6-1982 : Werder Brême 6-1 Singapour
- 4- 6-1982 : Feyenoord 2-0 NKK Nippon Kokan
- 6- 6-1982 : Japon 1-2 Werder Brême
- 6- 6-1982 : Feyenoord 5-1 Singapour
- 9- 6-1982 : Japon 5-0 NKK Nippon Kokan
- 9- 6-1982 : Werder Brême 1-1 Feyenoord Rotterdam

## Tableau
| Équipe              | Pts | J | V | N | D | Bp | Bc | Dif |
| ------------------- | --- | - | - | - | - | -- | -- | --- |
| Werder Brême        | 7   | 4 | 3 | 1 | 0 | 15 | 3  | +12 |
| Japon               | 6   | 4 | 3 | 0 | 1 | 13 | 4  | +9  |
| Feyenoord Rotterdam | 5   | 4 | 2 | 1 | 1 | 10 | 7  | +3  |
| Singapour           | 1   | 4 | 0 | 1 | 3 | 3  | 14 | -11 |
| NKK Nippon Kokan    | 1   | 4 | 0 | 1 | 3 | 1  | 14 | -13 |

## Vainqueur
| Vainqueur Kirin Cup 1982 Werder Brême 1er titre |